# Anding (Tainan)
Anding (chinesisch 安定區, Pinyin Āndìng Qū, W.-G. An1-ting4 Ch'ü1, Pe̍h-ōe-jī An-tēng khu) ist ein Bezirk der regierungsunmittelbaren Stadt Tainan im Südwesten der Republik China auf Taiwan.

## Lage und Beschreibung
Anding liegt der historischen „Kernstadt“ Tainans (in den Grenzen vor 2010) nördlich angrenzend in der Jianan-Ebene. Die Höhe über dem Meeresspiegel liegt bei nur 3 bis 5 Metern, ohne größere Variation. Der Bezirk hat eine maximale Längsausdehnung von etwa 9,3 Kilometern in nordöstliche Richtung und eine maximale Querausdehnung von etwa 5,4 Kilometern in südwestliche Richtung. Mit einer Fläche von 31,3 km² ist er der zweitkleinste Bezirk außerhalb der Kernstadt. Die benachbarten Bezirke sind Annan im Süden, Xinshi und Shanhua im Osten, Madou im Norden und Xigang im Nordwesten.

## Geschichte
Beim Eintreffen niederländischer Kolonisatoren in Taiwan im 17. Jahrhundert hatte Anding noch einen direkten Meereszugang über die später verlandete Taijiang-Lagune. Die Gegend wurde damals von Angehörigen der Siraya vom Stamm der Tackalan bewohnt und in den Aufzeichnungen der Niederländischen Ostindien-Kompanie als Baccloan bezeichnet. Schon zur niederländischen Herrschaft, aber vor allem zur Zeit des von Zheng Chenggong begründeten Königreichs Tungning siedelten sich viele Han-chinesische Siedler, meist aus den Küstenprovinzen Fujian und Guangdong an und bildeten bald die Bevölkerungsmehrheit. Nach einer großen Überschwemmung im Jahr 1823 änderte der Fluss Zengwen (曾文溪,  Céngwén Xī) seinen Lauf, was dazu führte, dass Anding seinen Meereszugang (der sich heute immer noch in vielen heutigen Ortsnamen widerspiegelt) verlor und zu einer Binnenlandgemeinde wurde.  Während der japanischen Kolonialherrschaft (1895–1945) wurde Anding 1920 ein ‚Dorf‘ (安定庄,  Āndìng Zhuāng, japan. Antei Shō) und nach Übergang Taiwans an die Republik China entstand aus dem Dorf die Landgemeinde Anding (安定鄉,  Āndìng Xiāng) im 1946 neu gebildeten Landkreis Tainan. Am 25. Dezember 2010 wurde der Landkreis in die Stadt Tainan eingemeindet und Anding wurde zu einem Stadtbezirk (區,  Qū).

## Bevölkerung
Die indigene Bevölkerung macht etwa 0,4 Prozent aus.
| Gliederung Andings |
|                    |

## Verwaltungsgliederung
Am 29. Januar 2018 und 30. April 2018 erfolgte eine Verwaltungsreform, bei der die Zahl der Ortsteile (里,  Lǐ) wurde von bisher 16 auf 13 verringert wurde.
1 Sulin (蘇林里)

2 Sucuo (蘇厝里)

3 Anding (安定里)

4 Anjia (安加里)

5 Gangwei (港尾里)

6 Wenke (文科里)

7 Hailiao (海寮里)

8 Gangkou (港口里)

9 Zhongrong (中榮里)

10 Gangnan (港南里)

11 Jiatong (嘉同里)

12 Xinji (新吉里)

13 Zhongsha (中沙里)

## Verkehr
Im nordöstlichen Abschnitt wird Anding von der Nationalstraße 1 und im westlichen Abschnitt von der Provinzstraße 19 in Nord-Süd-Richtung durchzogen. Im Süden Andings verläuft die Nationalstraße 8 in West-Ost-Richtung. Etwa in nordöstliche Richtung zieht die Kreisstraße 178 durch Anding.

## Wirtschaft
Ortstypische Spezialprodukte der Landwirtschaft sind Sesam, Gemüsespargel und Waschnüsse.

## Wissenschaftliche Einrichtungen
In Anding befindet sich ein Teil des Tainan-Wissenschaftsparks (die anderen Teile befinden sich in den angrenzenden Bezirken Xinshi und Shanhua) des Südtaiwan-Wissenschaftsparks (南部科學工業園區,  Nánbù Kēxué Gōngyè Yuánqū, Southern Taiwan Science Park).

## Besonderheiten und touristische Ziele
Seit dem Jahr 1864 findet alle drei Jahre jeweils im dritten Monat des Mondkalenders ein Festival statt, das symbolisch die Vertreibung der Pest aus dem Ort darstellen soll. Bei dem Festival, das seinen Ursprung im chinesischen Volksglauben hat, wird rituell ein Schiff, das der verkleinerten Nachbildung eines alten chinesischen Kriegsschiffs ähnelt, öffentlich verbrannt. Ähnliche rituelle öffentliche Schiffsverbrennungen finden auch an anderen Orten in Süd-Taiwan statt.

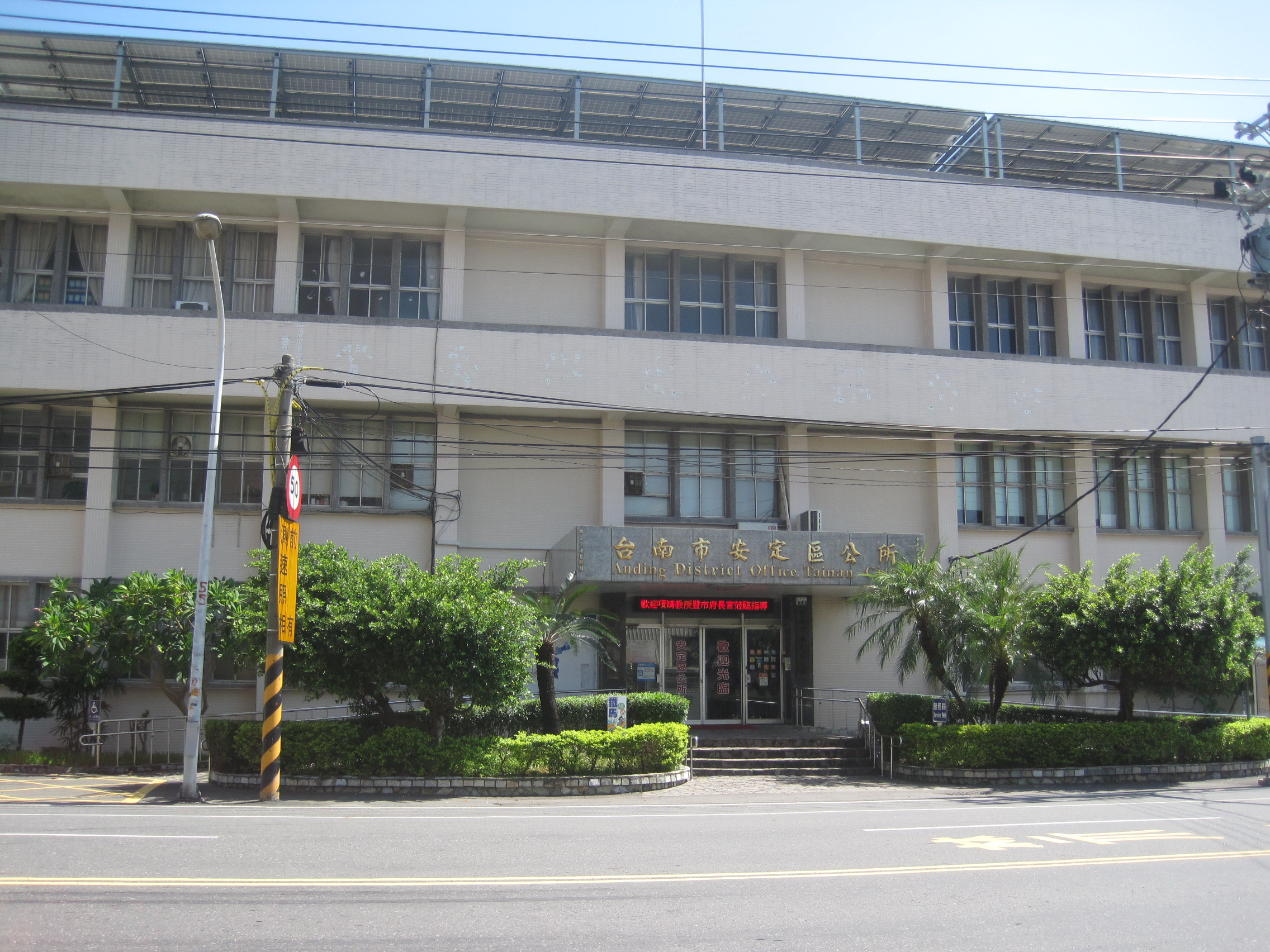
Bezirksbüro von Anding
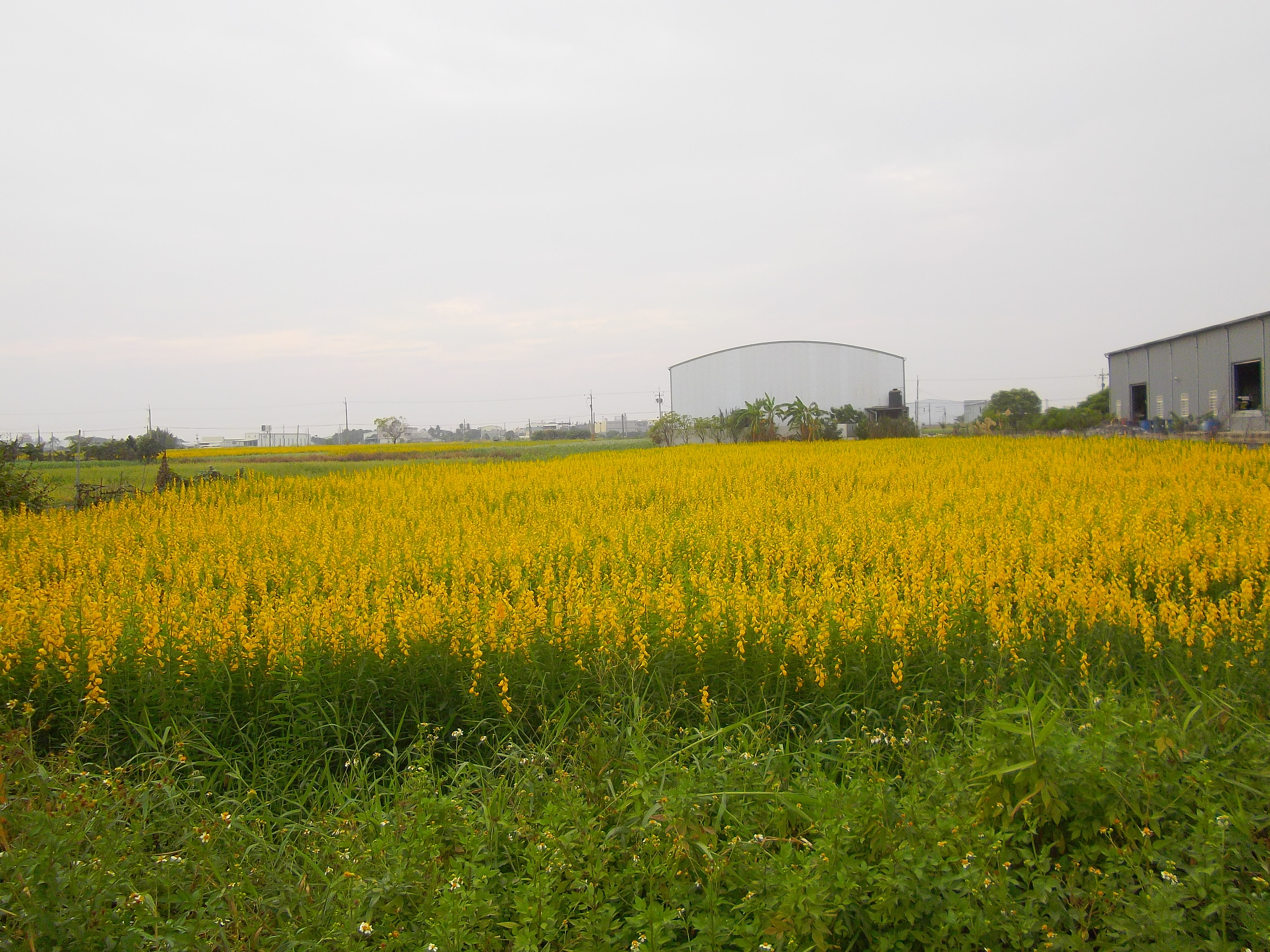
Sesamfeld in Anding